# Gerhard Hochschild
Pour l'écrivain américain, voir Adam Hochschild.
Gerhard Paul Hochschild (29 avril 1915, Berlin – 8 juillet 2010, El Cerrito) est un mathématicien américain qui a travaillé sur les groupes de Lie, les groupes algébriques, l'algèbre homologique et la théorie algébrique des nombres.

## Biographie
Hochschild soutient sa thèse en 1941 à l'université de Princeton, sous la direction de Claude Chevalley. En 1956-57, il est à l'Institute for Advanced Study. Il est professeur à l'université de l'Illinois à Urbana-Champaign puis, à partir de la fin des années 1950, à l'université de Californie à Berkeley.
Hochschild (1945) introduit la cohomologie de Hochschild, une théorie cohomologique pour les algèbres. Hochschild et Nakayama (1952) introduisent la cohomologie dans la théorie des corps de classes.
Andrzej Białynicki-Birula (pl) et James Ax font partie de ses étudiants de thèse.
En 1955, il est Guggenheim Fellow. Il est élu membre de l'Académie nationale des sciences en 1979 et reçoit un prix Steele en 1980.

## Sélection de publications
- « On the cohomology groups of an associative algebra », Ann. Math. (2), vol. 46,‎ 1945, p. 58-67 (DOI 10.2307/1969145)
- (avec T. Nakayama (de)), « Cohomology in class field theory », Ann. Math. (2), vol. 55,‎ 1952, p. 348-366 (DOI 10.2307/1969783, MR 0047699)
- The structure of Lie groups, Holden-Day, 1965
- Introduction to affine algebraic groups, Holden-Day, 1971
- Basic theory of algebraic groups and Lie algebras, Springer, coll. « GTM » (no 75), 1981, 267 p. (ISBN 978-0-387-90541-9)
- Perspectives of elementary mathematics, Springer, 1983, 120 p. (ISBN 978-0-387-90848-9)